# Copa White Ribbon
La Copa de Futbol de Nova Zelanda (en anglès: NZF Cup; New Zealand Football Cup) fou un copa professional de futbol de Nova Zelanda. Des de la temporada inaugural de la competició, aquesta és coneguda com a Copa White Ribbon degut al patrocinatge de White Ribbon New Zealand, una organització no governamental contra la violència contra les dones.
La competició es creà el 2011 per a proveir futbol regular per als sis clubs del Campionat de Futbol de Nova Zelanda que no participen en la Lliga de Campions de la Confederació de Futbol d'Oceania (OFC). Es juga al mateix temps que es juga el Campionat de Futbol de Nova Zelanda.

## Format
La competició és jugada cada temporada pels clubs del Campionat de Futbol de Nova Zelanda que no participen en la Lliga de Campions de l'OFC. Aquests sis equips són dividits en dues conferències: la Conferència Nord i la Conferèrencia Sud. Cadascun dels clubs juga dos partits en les seves conferències en un format de lliga i els dos clubs que guanyen les seves conferències es classifiquen per la final contra el guanyador de l'altra conferència.

## Història
La primera temporada de la copa va tenir lloc en la temporada 2011-12. En aquesta temporada inaugural els equips de la Conferència Nord eren el Waikato FC, el YoungHeart Manawatu i el Hawke's Bay United. Els equips participants en la Conferència Sud eren el Team Wellington, el Canterbury United i l'Otago United. El 4 de març de 2012 el Team Wellington va sorgir com a guanyador de la Conferència Sud. El Waikato FC va sortir com a primer en la seva conferència el 17 de març. L'1 d'abril va tenir lloc la final entre els guanyador de les dues conferències a Hamilton. Allí el partit acabà en un 6 a 1 per al Team Wellington fent-los els guanyadors de la primera copa futbolítica neozelandesa professional entre clubs. Aquesta victòria, a més, va tenir un significat únic per al Team Wellington, aquesta competició esdevenint el primer trofeu que guanya el club de la capital neozelandesa.
| Temporada | Campió          | Resultat | Subcampió  |
| --------- | --------------- | -------- | ---------- |
| 2011-12   | Team Wellington | 6 - 1    | Waikato FC |